# 대남보
대남보(大男甫,?~?)는 김용춘이 풍월주로 있던 시대에 활동했던 화랑이다.
필사본 《화랑세기》에 따르면, 그는 용감하고 일을 잘 처리하여 모두들이 우러러보았으나 선골의 품이 없고 균등의 힘이 없었다. 그러나 김용춘이 그에 대한 소문을 듣고 세 번 승진시켜 낭두로 임명하였다. 후에 대남보의 딸이 김용춘을 연모하였으나 여러 차례 거절당하였고 자결하려 하자 김용춘이 마지 못해 거두었다. 그 날로 김용춘은 대남보를 해직하며 말하기를, 부녀가 한 사람을 섬길 수는 없다 하였다. 진평왕이 그 소식을 듣고 그를 궁사지로 임명하여 재용을 관장하게 하였다고 한다.

## 관련 작품

### 드라마
- 《선덕여왕》(MBC, 2009년~2009년 배우:류상욱, 김상빈)
  - 드라마에서는 미생의 아들로 나오며, 김용춘과도 관계가 없다.